# 112-та Башкирська кавалерійська дивізія (СРСР)
112-та Башкирська кавалерійська ордена Леніна, Червонопрапорна, орденів Суворова і Кутузова дивізія — з'єднання, створене для участі в німецько-радянській війні за національно-регіональною ознакою. Сформована в Уфі в грудні 1941 року .

## Історія

### Створення

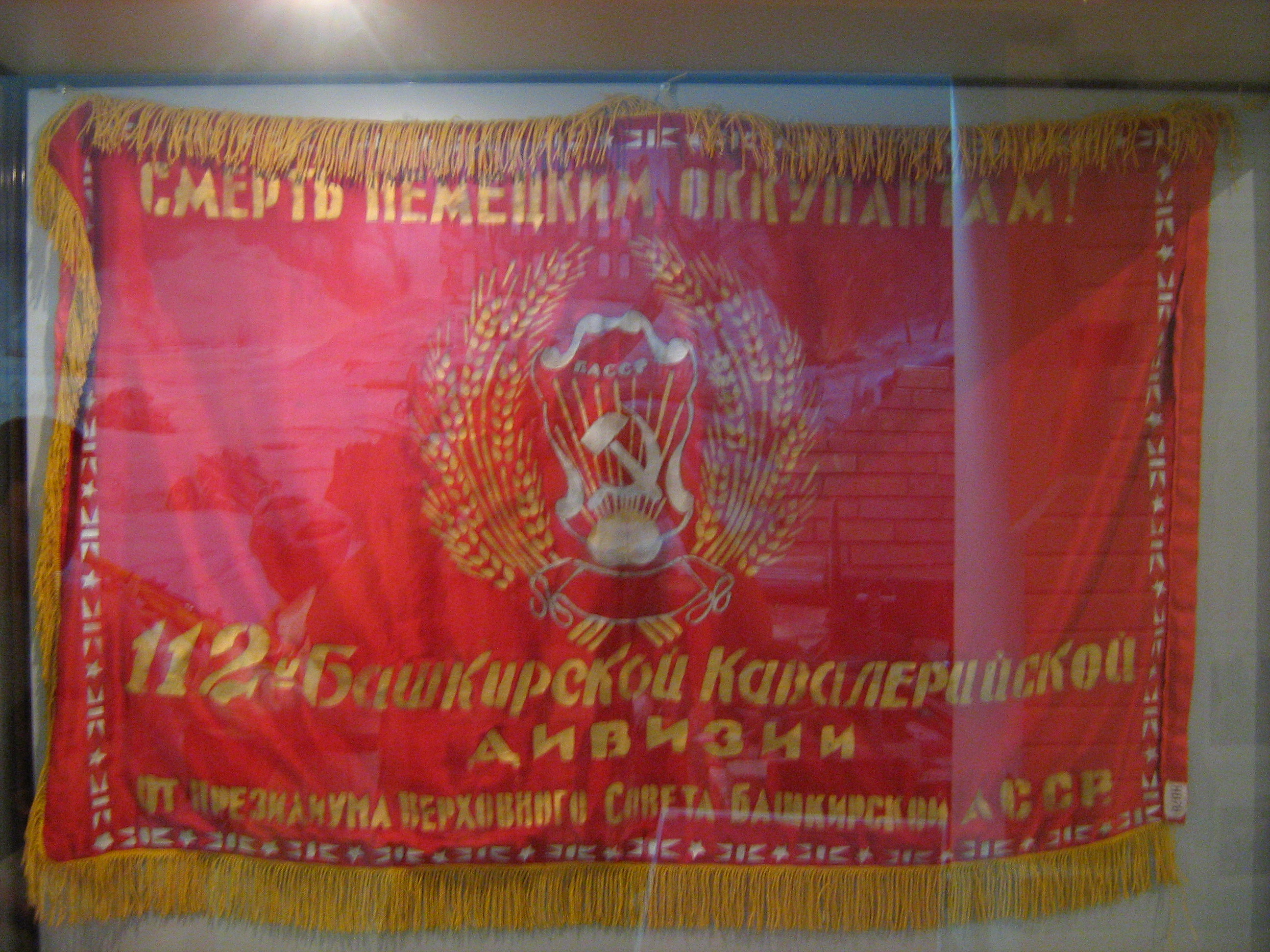
Прапор Башкирської кавалерійської дивізії

Підставою створення стало звернення уряду Башкирської АРСР до Державного комітету оборони СРСР у листопаді 1941 року з проханням створити за рахунок республіканських ресурсів дві кавалерійські дивізії. Після отримання згоди 17 і 29 листопада 1941 року бюро обкому ВКП (б) і Раднаркому Башкирської АРСР видали постанови, що визначають порядок дій по формуванню дивізій.
З господарств республіки було передано 13,3 тисячі коней, упряж, обмундирування, фураж тощо. Комплектування особового складу проходило в основному за рахунок поповнення з сільських районів Башкирської АРСР. Чимало командирів із башкирів і татар, з дозволу Головного управління формування Червоної Армії, було відкликано з фронту, з інших військових округів. У грудні 1941 — січні 1942 рр. прибули постійні командири полків: майор Тагір Таїпович Кусимов (275-й кавалерійський полк), майор Гарей Абдуллович Нафіков (294-й кавалерійський полк), майор Гаріф Давлетович Макаєв (313-й кавалерійський полк). 25 грудня 1941 року прибув і вступив на посаду командира дивізії полковник Мініган Шаймуратов, який був відкликаний з фронту з посади командира 1-го особливого кавалерійського полку в складі гвардійського кавалерійського корпусу генерала Лева Михайловича Доватора
Створення відбувалося на місці відправлених на фронт в жовтні-листопаді 1941 року 74-ї та 76-ї кавалерійських дивізій в районі станції Дьома в Уфимському районі (112-та Башкирська кавалерійська дивізія) і Благовєщенському районі (113-та кавалерійська дивізія) республіки.
2 березня 1942 року комісія Південно-Уральського військового округу оцінила підготовку 112-ї кавдивізії, як готової до відправлення на фронт. 22 березня 1942 року голова Президії Верховної Ради Башкирської АРСР Рахим Кіреєвич Ібрагімов вручив дивізії прапор Президії Верховної Ради і Ради Народних Комісарів Башкирської РСР, На час завершення комплектування башкири становили 81,4 %, татари 14,5 %, росіяни 3,3 % та інші національності — 0,8 %.
За директивою НКО особовий склад 113-ї кавалерійської дивізії був переданий для доукомплектування інших частин (до 112-ї кавдивізії, 9-го запасного кавалерійського полку (м. Туймази), 11-ї кавалерійської дивізії).
11 квітня 1942 року 112-та Башкирська кавалерійська дивізія почала відправку на ст. Єфремов Московсько-Донбаської залізниці. 1 травня 1942 року увійшла до складу 8-го кавалерійського корпусу (командир генерал-майор Олексій Жадов) разом з 21-ю гірничо-кавалерійською дивізією і 55-ю Алтайською кавалерійською дивізією.

## Бойовий шлях
З 2 липня 1942 року 112-та кавалерійська дивізія бере участь в бойових діях 3-ї армії Брянського фронту, в оборонних боях Сталінградської битви на рубежі річки Олим. За час з 2 по 8 липня 1942 року на рубежі Олешки — Малі Бірки — Святоша частини 112-ї кавдивізії знищили 320 ворожих солдатів і офіцерів, два склади з боєприпасами, вивели з ладу 57 ручних і станкових кулеметів, 12 гармат, 2 танки, 10 вантажних автомобілів та іншої бойової техніки супротивника.
З 10 липня по 9 жовтня 1942 року дивізія вела бої на рубежі оборони Косинка-Тербуни-2 (Курська область). 10 липня 1942 року при визволенні села Лобанівка загинув командир 294-го кавалерійського полку майор Гарей Нафіков. 31 липня 1942 року в газеті «Красная звезда» з'явився нарис «В Башкирській дивізії», Костянтина Симонова, який незадовго до цього відвідав дивізію і опублікував статтю про подвиг бійців в дивізійній газеті.
22 жовтня 1942 року рішенням Ставки Верховного головнокомандування був знову створений Південно-Західний фронт, до складу 5-ї танкової армії якого увійшов 8-й кавкорпус (і в тому числі 112-та кавдивізія). До 8 листопада корпус вийшов до річки Дон і почав контрнаступ.
З 16 грудня 1942 року 112-та Башкирська кавалерійська дивізія брала участь в Середньодонської наступальної операції Південно-Західного і частини сил Воронезького фронтів. У другій половині грудня 1942 р. — на початку січня 1943 г. у складі 8-го кавалерійського корпусу брала участь у боях з визволення станції Чернишків та міст Чернишковський і Морозовськ Донецької області.
У ніч на 31 грудня дивізії корпусу, спільно з  53-ю механізованою бригадою обійшли оборону противника. Вони, скориставшись темрявою, підійшли до  хутора Червоний Яр, взяли в кільце і на ранок раптовим нальотом оволоділи ним.
В авангарді йшли кавалеристи 112-ї дивізії.
Противник був захоплений зненацька і не зміг надати активного опору. Гарнізон хутора Червоний Яр складався з так званої групи «оберста Штагеля», в якій понад 100 осіб були особовим складом авіаційної частини, що дислокувалася на аеродромі поблизу Чернишковського. Були захоплені також оперативні документи, потужні радіостанції, до 20 легкових та близько 100 вантажних машин, три склади з продовольством і один — з медикаментами.
31 грудня ворог силами до двох батальйонів піхоти при підтримці 15 танків зробив дві послідовні контратаки на Червоний Яр з боку Чернишковського. Вони були відбиті з великими для нього втратами.
Вранці 5 січня 55-та і 112-та кавдивізії та інші з'єднання  5-ї танкової армії після запеклих боїв проти ворожих автоматників звільнили місто Морозовськ. У цих боях було захоплено близько 10 складів з боєприпасами, склад з пальним, 60 автомашин, 50 літаків і декілька мільйонів снарядів та авіабомб.
У ході цих боїв дивізія зазнала великих втрат. З трьох полків було сформовано один зведений загін. Командиром цього загону став командир 294-го полку підполковник Г. Є. Фондеранцев.
У середині січня 1943 року дивізія отримала поповнення. У складі поповнення переважно були частини з Середньої Азії і 7-й маршовий ескадрон, який прибув з 9-го запасного кавалерійського полку (м. Туймази).
22 січня 1943 року у місті Біла Калитва, героїчно стояли в обороні 33 воїни 112-ї Башкирської кавалерійської дивізії, під командуванням лейтенанта А. Атаєва, який отримав посмертно звання Героя Радянського Союзу.
З 2 лютого 1943 року 8-й кавкорпус діяв в складі 3-ї гвардійської армії (командувач генерал-лейтенант Дмитро Лелюшенко).
У лютому 1943 року дивізія в складі 8-го кавалерійського корпусу зробила глибокий рейд тилом ворога до міста Ворошиловграда. 23 лютого 1943 року при виході полку з рейду між селами Петрівське і Юлина Ворошиловградської області загинув командир дивізії генерал-майор Мініган Шаймуратов.
За час рейду дивізія пройшла з боями понад 400 кілометрів; нею було знищено майже 3000 солдатів ворога, 56 танків, 6 літаків, 6000 автомашин противника. Трофеями дивізії стали 5 збройових, 8 продуктових складів, 31 літак, 20 танків, 115 автомашин; близько 2000 солдатів і офіцерів були взяті в полон. Звільнено від ворога більше сотні населених пунктів. За героїзм, проявлений в запеклих боях під Сталінградом, 213 бійців і командирів дивізії були відзначені урядовими нагородами.
За цю операцію 8-й кавалерійський корпус, був перейменований на 7-й гвардійський кавалерійський корпус, дивізія 14 лютого 1943 року перетворена на 16-у гвардійську кавалерійську дивізію. Гвардійськими стали і полки дивізії.
Після загибелі М. М. Шаймуратова дивізію очолив полковник Григорій Бєлов.
З 15 квітня 1943 року по 30 серпня 1943 року в дивізія перебувала резерві Ставки ВГК
З 13 травня 1943 року по 12 липня 1943 року дивізія здійснювала переформування в м. Павловськ Воронезької області; отримала поповнення, в тому числі з числа особового складу 16-ї та 81-ї кавдивізій 4-го кавкорпусу.
Восени 1943 року дивізія брала участь в Чернігівсько-Прип'ятській операції. 21 вересня 1943 року за відзнаку в боях за звільнення Чернігова дивізії присвоєно почесне найменування «Чернігівська».
25 вересня частини дивізії вийшли до Дніпра. За участь в битві за Дніпро понад 1,4 тис. бійців і командирів дивізії були відзначені урядовими нагородами; звання Героя Радянського Союзу отримали 54 людини, в їх числі командир дивізії генерал-майор Григорій Бєлов, командир 58-го гвардійського кавполкау полковник Тагір Кусимов, Каюм Ахметшин, Тимербулат Халіков та ін.
У листопаді 1943 року дивізія брала участь у визволенні міст і сіл Білорусії в ході Гомельсько-Речицької операції.
З 8 по 14 січня 1944 року вона брала участь в Мозирському рейді 7-го гвардійського кавалерійського корпусу, а також — у визволенні міст Мозир і Сарни, нагороджена орденом Червоного Прапора .
Березень 1944 року — наступ на Володимир-Волинський.
З 18 липня 1944 року по 2 серпня 1944 року дивізія брала участь у визволенні міст і сіл України, Білорусії, Польщі в Люблінсько-Брестській операції . За взяття міст Каліш і Люблін дивізія була нагороджена орденом Суворова II ступеня ; 58-й і 62-й гвардійські кавалерійські полки та 148-й гвардійський артилерійсько-мінометний полк нагороджені орденами Червоного Прапора.
З серпня 1944 року по 9 січня 1945 року дивізія брала участь в обороні на східному березі Вісли. За взяття міста Томашув-Мазовецький 60-й гвардійський кавалерійський полк нагороджений орденом Червоного Прапора ; 58-й гвардійський кавалерійський полк і 148-й гвардійський артилерійсько-мінометний полк удостоєні найменування «Томашувських».
З 10 лютого 1945 року по 4 квітня 1945 року дивізія брала участь в Східно-Померанській операції.
З 19 квітня 1945 року по 5 травня 1945 року — в Берлінській стратегічній операції . Нагороджена орденом Кутузова II ступеня.
За роки німецько-радянської війни дивізія пройшла від Дона до Ельби понад 4000 км. 15 раз відзначалась в наказах Верховного Головнокомандувача.

## Командири
- Грудень 1941 року — 23 лютого 1943 року — полковник, з листопаду 1942 року генерал-майор Мінігалі Мінгажович Шаймуратов.
- Лютий 1943 — 1945 роки — полковник, з жовтня 1943 року генерал-майор Григорій Андрійович Бєлов.

## Підпорядкованість
| Дата                                      | Фронт (округ)           | Армія                  | Корпус (група)                         | Примітки |
| ----------------------------------------- | ----------------------- | ---------------------- | -------------------------------------- | -------- |
| Липень 1942 року                          | Брянський фронт         | 3-тя армія             | 8-й кавалерійський корпус              |          |
| Жовтень 1942 року                         | Південно-Західний фронт | 5-та танкова армія     | 8-й кавалерійський корпус              |          |
| 2 лютого 1943 року                        |                         | 3-тя гвардійська армія | 7-й гвардійський кавалерійський корпус |          |
| 15 квітня 1943 року — 30 серпня 1943 року | Резерв Ставки ВГК       |                        | 7-й гвардійський кавалерійський корпус |          |
| З серпня 1943 року                        |                         | 61-ша армія            | 7-й гвардійський кавалерійський корпус |          |
| Березень 1944 року                        |                         | 47-ма армія            | 7-й гвардійський кавалерійський корпус |          |
| Січень 1945 року                          | 1-й Білоруський фронт   | 33-тя армія            | 7-й гвардійський кавалерійський корпус |          |

## Склад і командири полків
- 58-й гвардійський Томашувський Червонопрапорний, ордена Суворова кавалерійський полк, при формуванні 275-й кавалерійський полк.
  - з січня 1942 р майор, пізніше полковник Тагір Таїпович Кусимов
- 60-й гвардійський Червонопрапорний, ордена Суворова кавалерійський полк, при формуванні 294-й кавалерійський полк.
  - з січня 1942 року до 10 липня 1942 року майор Гарей Абдулович Нафіков
  - до квітня (?) 1943 року підполковник Г. Є. Фондеранцев.
  - з липня (?) 1943 року підполковник І. Ф. Горлатих
- 62-й гвардійський Червонопрапорний, ордена Олександра Невського кавалерійський полк, при формуванні 313-й кавалерійський полк.
  - з січня 1942 р майор Гариф Давлетович Макаєв
  - з липня (?) 1943 року підполковник М. Г. Маркарян
- 148-й Томашувський артилерійсько-мінометний Червонопрапорний, ордена Богдана Хмельницького полк (до ??? 1943 року 101-й кінний артдивізіон)
  - підполковник С. Х. Хабіров
- 32-й танковий полк (у складі з 1944 р.)
- 80-й окремий Медико-санітарний ескадрон
  - з лютого 1942 військовий лікар третього рангу (1943 р — полковник) Петро Андрійович Каракінов
- польова каса Держбанку № 944 (на 03.09. 1942 р.)

## Нагороди
- Орден Леніна (1945 рік)
- Орден Червоного Прапора (1944 рік)
- Орден Суворова II ступеня (1944 рік)
- Орден Кутузова II ступеня (1945 рік)

## Нагороджені воїни дивізії
3860 воїнів дивізії нагороджені орденами і медалями, 78 із них стали Героями Радянського Союзу і п'ятеро повними кавалерами ордена Слави .
 Герої Радянського Союзу:
- Азалія Кличніяз
- Азовкін Юрій Петрович
- Амінов Халлак
- Антошин Яків Федорович
- Арсенюк Олександр Миколайович
- Атаєв Аннаклич
- Ахмеров Габіт Абдуллович
- Ахметшин Каюм Хабібрахманович
- Байрамов Мульки
- Безуглов Григорій Вікторович
- Бєлов Григорій Андрійович
- Біктімиров Салман Галіахметович
- Бояркін Василь Іларіонович
- Булатов Худат Салим'янович
- Буторін Віктор Васильович
- Васильєв Михайло Павлович
- Велісов Григорій Микитович
- Вишневецький Володимир Михайлович
- Воронін Андрій Федорович
- Габдрашитов Фазулла Габдуллинович
- Галкін Володимир Олександрович
- Гатіатуллін Шакір Юсупович
- Гізатуллін Абдулла Губайдуллович
- Гречушкін Дмитро Федорович
- Гріцинін Костянтин Данилович
- Давлетов Абдрауф Ганеєвич
- Давлятов Бакір Рахімович
- Данільянц Єремія Іванович
- Даутов Іскандер Садикович
- Дачієв Хансултан Чапаєвич
- Двадненко Іван Карпович
- Довлетджанов Бердімурат
- Калинич Микола Денисович
- Карпов Михайло Павлович
- Кенжебаєв Туле Таскентбайули
- Коржов Данило Трохимович
- Корсун Микола Нестерович
- Красіков Олександр Васильович
- Кужаков Мурат Галлямович
- Кусимов Тагір Таїпович
- Лунін Яків Михайлович
- Манахов Євген Федорович
- Меньшиков Петро Михайлович
- Міннігулов Тафтізан Тагірович
- Михайлюк Омелян Йосипович
- Мухамед-Мірзаєв Хаваджі
- Набієв Валі Набієвич
- Нагорний Михайло Петрович
- Никифоров Олексій Федорович
- Ніколаєнко Іван Дементійович
- Панов Олександр Семенович
- Попов Петро Дмитрович
- Разволяєв Іван Павлович
- Рахматуллін Шаміль Саїдович
- Рудой Анатолій Михайлович
- Свеженцев Ілля Федорович
- Симанов Олександр Михайлович
- Соловйов, Гаврило Іванович
- Степанов Микита Андрійович
- Титов Андрій Олексійович
- Тихонов Григорій Матвійович
- Узаков Аблакул Уразбаєвич
- Федотов Петро Іванович
- Хайбуллін Кутлуахмет Кутлугаллямович
- Хайдаров Амірьян Сулейманович
- Халіков Тимирбулат Галяутдінович
- Хасанов Сафа Хузянович
- Чайковський Йосип Юхимович
- Черненко Микола Власович
- Чернухін Іван Хомич
- Шагієв Абдулла Файзурахманович
- Якупов Микола Якупович

 Кавалери ордена Слави трьох ступенів:
- Паленко Михайло Павлович, гвардії старшина, командир розвідувального взводу 58-го гвардійського кавалерійського полку.
- Паутов Валентин Васильович, сержант, розвідник 32-го танкового полку.
- Первін Степан Сергійович, гвардії старший сержант, командир сабельного відділення 58-го гвардійського кавалерійського полку.
- Сергєєв Андрій Федорович, гвардії червоноармієць, розвідник 60-го гвардійського кавалерійського полку.
- Тютюньков Меркурій Іванович, гвардії молодший сержант, сапер Саперно-підривної взводу 62-го гвардійського кавалерійського полку.

## Пам'ять
- Музей 112-ї Башкирської кавалерійської дивізії (16-й гвардійської Чернігівської кавдивізії) при Міністерстві культури і національної політики Республіки Башкортостан (Уфа, Дьомський район Уфи, вул. Левітана, буд. 27).
- На честь 30-річчя формування дивізії в 1972 році в Уфі встановлено пам'ятник воїнам 112-ї Башкирської (16-ї гвардійської Чернігівської) кавдивізії.
- Меморіальна дошка на будинку в Уфі, де знаходився штаб формування 112-ї кавалерійської дивізії.
- Меморіальна дошка з іменами всіх 78 Героїв Радянського Союзу 112-ї Башкирської (16-ї гвардійської Чернігівської) кавалерійської дивізії, на будівлі Національного музею Республіки Башкортостан (місто Уфа, вулиця Радянська, 14)
- Мармуровий обеліск на «Висоті Безсмертя», у місті Біла Калитва, місці подвигу воїнів 112-ї Башкирської кавалерійської дивізії, під командуванням Героя Радянського Союзу лейтенанта Аннаклича Атаєва
- Пам'ятник першому командиру дивізії Мінігалі Шаймуратову в рідному селі, автор — скульптор Б. Д. Фузеєв.

- Документальний фільм «Вершники перемоги» (режисер: Амір Туйгунов; сценаристи: Саліма Батісова, Амір Туйгунов; рік випуску: 2005; Кіностудія «Башкортостан» м. Уфа)[5].
- Вулиця Башкирської кавдивізії в Уфі.
- Провулок Башкирської кавдивізії знаходиться в Дьомському районі Уфи, в селищі Баланово.
- 7 серпня 2012 року стартував міжнародний автопробіг, присвячений 70-річчю формування дивізії, за маршрутом Уфа — Чернігів — Берлін — Уфа[6][7].
- У вересні 2018 року Пошта Луганської Народної Республіки випустила марку «Кінний рейд Чорнухине», присвячену дивізії. Марка входить в блок «75-років визволення Луганської області від німецько-фашистських загарбників»[8].
- Пам'ятник 112-й Башкирської кавалерійської дивізії в Аргаяшському районі Челябінської області, розташований біля автодороги Челябінськ-Коштим поблизу села Бажикаєво.